# William Bryson Smith
William Bryson Smith (* im 20. Jahrhundert) ist/war ein US-amerikanischer Film-Techniker und Erfinder, der 1957/1958 mit einem Oscar für technische Verdienste und bei den 35th Annual Academy Awards 1962/1963 mit einem Oscar in der Kategorie „Wissenschaft und Entwicklung“ ausgezeichnet wurde.
Smith wurde bei den 30th Annual Academy Awards von der Academy of Motion Picture Arts and Sciences gemeinsam mit Charles E. Sutter mit einem Preis der Klasse III ausgezeichnet. Das Duo arbeitete seinerzeit bei der Paramount Pictures Corp. and General Cable Corp. und erhielt die Auszeichnung „für die Entwicklung und Anwendung von leichten Aluminium-Elektrokabeln- und Steckverbindern im Studio (Bühnenbetrieb)“ („for the engineering and application to studio use of aluminum lightweight electrical cable and connectors“).  Bei dem Preis handelt es sich um eine sogenannte Class III-Auszeichnung, da die Preisträger keine Oscar-Statuette (Class I) oder Oscar-Plakette (Class II) erhalten, sondern ein Oscar-Zertifikat.
Eine Auszeichnung in der Kategorie „Wissenschaft und Entwicklung“ erhielt Smith bei der 35. Oscarverleihung wiederum gemeinsam mit Charles E. Sutter sowie mit Louis C. Kennell „für die Entwicklung und Anwendung eines neuen Systems zur Stromverteilung bei der Filmproduktion“ („for the engineering and application to motion picture production of a new system of electric power distribution“). Die drei arbeiteten seinerzeit bei der Paramount Pictures Corp. Bei dem Preis handelt es sich um eine sogenannte Class II-Auszeichnung, da die Preisträger keine Oscar-Statuette (Class I), sondern eine Oscar-Plakette (Class II) erhalten.
Über William Bryson Smiths Ausbildung, seinen weiteren beruflichen Werdegang und sein Leben insgesamt konnte nichts weiter in Erfahrung gebracht werden.